# Torsten Bréchôt
Torsten Bréchôt, född den 11 september 1964 i Schwerin, Tyskland, är en östtysk judoutövare.
Han tog OS-brons i herrarnas halv mellanvikt i samband med de olympiska judotävlingarna 1988 i Seoul.